# Robert Charnock
Robert Charnock, född omkring 1663 och död 1696 var en engelsk politiker.
Som medlem av Magdalen College i Oxford understödde Charnock Jakob II:s försök att katolisera detta och måste därför 1688 gå i landsflykt. Som ivrig katolik och jakobit ingick Charnock därefter i konspirationer för att döda Vilhelm III, men avslöjades, arresterades, dömdes till döden och hängdes.